# ベローラ駅
べローラ駅（べローラえき、英語: Berowra railway station）はニューサウスウェールズ州のホーンズビー市べローラ地区にある、シドニー・トレインズの駅である。路線としては、都市間列車のセントラル・コースト & ニューカッスル・ラインと、近郊電車のノース・ショア, ノーザン & ウエスタン・ラインが停車する。近郊電車（シドニー・トレインズ）の運行上の北限となる駅である。

## 歴史
1887年4月7日、メイン・ノース線がホーンズビー - ホークスバリー・リバー間で延伸されると同時に開業した。1909年には当駅付近の複線化にしたがって、現在の島式ホームが建てられた。
1983年10月23日に下り副本線が完成し、列車の折り返しが可能な駅となった。このため、これまで隣駅のコワン駅までだった近郊電車の運行の北限が、1992年1月より当駅にとって代わることになった。
2006年8月28日、「CityRail Clearways Project」に基づいてこれまでホームのなかった下り副本線に新しく単式ホームを増設した。これにより、近郊電車が2番線の下りホームに停車中でも、都市間列車が新たにできた3番線ホームに同時停車することができるようになっている。また、同プロジェクトには駅設備の更新も含まれており、エレベーター付きの跨線橋が新たに建設され、ホームの屋根部分が延伸された。

## 駅構造

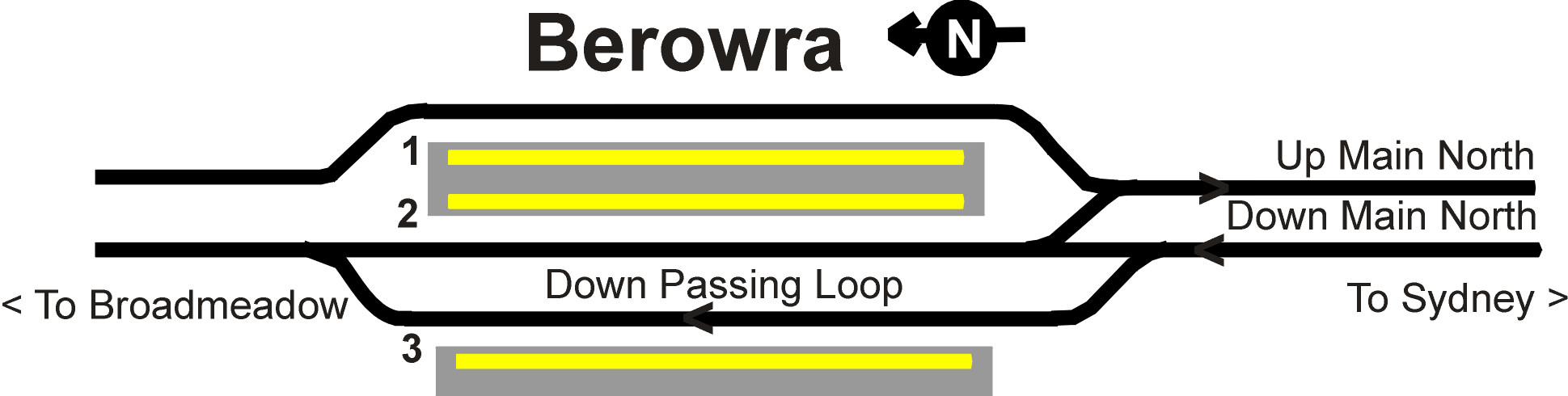
べローラ駅構内の配線図。折り返し列車は2番線に入線する。

単式ホーム1面1線（ホーム長：200m）と島式ホーム1面2線（ホーム長：181m）の計2面3線のホームを有する地上駅である。東側の島式ホームの外側が1番線（上り主本線）、内側が2番線（下り主本線）、西側の単式ホームが3番線（下り副本線）となっている。セントラル方面より運行される近郊電車は当駅までの運行であり、折り返しのために近郊電車は2番線ホームに停車する。

### のりば
| 番線 | 路線                                           | 方向 | 行先                                                         |
| ---- | ---------------------------------------------- | ---- | ------------------------------------------------------------ |
| 1    | ■セントラル・コースト & ニューカッスル・ライン | 上り | ストラスフィールド、セントラル方面                           |
| 2    | ノース・ショア, ノーザン & ウエスタン・ライン  | 上り | （ゴードン経由）チャッツウッド、セントラル方面               |
| 2    | ■セントラル・コースト & ニューカッスル・ライン | 下り | ゴスフォード、ワイオン、ニューカッスル・インターチェンジ方面 |
| 3    | ■セントラル・コースト & ニューカッスル・ライン | 下り | ゴスフォード、ワイオン、ニューカッスル・インターチェンジ方面 |

## 利用状況
2013年度の1日平均乗車人員は1,750人である。Sydney Trains および NSW TrainLink 管内の駅では第124位である。

## 隣の駅
■セントラル・コースト & ニューカッスル・ライン
- 速達タイプ

通過
- 停車タイプ

ホーンズビー駅 - べローラ駅 - コワン駅
ノース・ショア, ノーザン & ウエスタン・ライン
マウント・クリーン = ガイ駅 - べローラ駅